# Torrent de la Pastera
El Torrent de la Pastera és el torrent més important de Vilanova i la Geltrú, travessa part de la vila i actualment és cobert en la seva trama urbana.
Neix prop del coll de les Palmeres i recull les aigües que procedeixen de les faldes del puig de l'Àliga. Històricament aquest torrent servia de partió entre els termes del castell de Cubelles i el castell de la Geltrú i acabà sent el punt d'unió entre la Vila Nova i la vila vella de la Geltrú. A l'edat mitjana fou conegut com a Torrent de la Geltrú i Torrent del cau de la Guineu, però el 1368 ja es documenta com a Torrent de la Pastera.

## Història
El torrent de la Pastera travessa el municipi de Vilanova i durant els segles xix i xx s'ha anat cobrint progressivament. El creixement de la població de Vilanova i la Geltrú cap al nord ha comportat històricament l'ocupació i urbanització dels marges del torrent de la Pastera, que està cobert per sota del carrer de la Unió, amb una secció insuficient en cas d'avinguda, cosa que ocasionava inundacions de carrers i edificis. Ja durant les obres de construcció de la Biblioteca Museu Víctor Balaguer es va procedir a la seva cobertura en aquest tram, fet que va provocar algunes discussions i polèmiques amb els propietaris de la zona. Gran part del cost de la seva cobertura va ser assumida per Antoni Samà.
El 1957 es desvià el tram final del torrent per fer-lo desguassar al torrent de la Piera, sota el Far de Sant Cristòfol.
El mes de febrer de 1991, l'antiga Junta d'Aigües de la Generalitat va convocar un concurs per a la redacció del projecte de transvasament. Posteriorment, amb motiu de la variació del traçat en planta de la ronda del Mig, va caldre adaptar novament el projecte, que va ser lliurat el febrer de 1995. El mes de setembre de 2000, es va encomanar l'actualització del projecte, tenint en compte les variacions produïdes fins llavors en matèria de serveis afectats i canvis en la topografia.
El 2003, el Consell d'Administració de l'Agència Catalana de l'Aigua (ACA) del Departament de Medi Ambient va aprovar finançar les obres de transvasament del torrent de la Pastera cap al de Santa Magdalena a Vilanova i la Geltrú, projecte previst en el Pla general d'ordenació de la localitat, que reservava pel seu traçat la part central de la llavors futura ronda del Mig. L'obra va tenir un pressupost total de 5.909.266,56 €, dels quals l'ACA va finançar el 46,35%, és a dir, 2.738.945,05 €.
El 2010 es va procedir a cobrir la part del barri del Mar, després d'una reclamació veïnal de més de 25 anys. El projecte d'urbanització del torrent va permetre la creació d'un nou espai per a la ciutat on hi conviuen zones verdes, zones de passeig o de jocs infantils. Les obres van iniciar-se a finals del 2010 es van inaugurar el juliol de 2011. Va tenir un cost de 3 milions d'euros.